# Cuna gambiensis
Cuna gambiensis is een tweekleppigensoort uit de familie van de Condylocardiidae. De wetenschappelijke naam van de soort is voor het eerst geldig gepubliceerd in 1955 door Nicklès.